# تشنغتشو
مدينة تشنغتشو، كانت تسمى قديماً بمقاطعة تشنغ (المبسطة الصينية : 郑 县)، وهي محافظة على مستوى المدينة، وعاصمة خنان، لجمهورية الصين الشعبية. كما أنها بمثابة المركز السياسي والاقتصادي والتكنولوجي، والتعليمي للمقاطعة، فضلا عن كونها مركزا رئيسياً للنقل وسط الصين. تقع المدينة على السهل الجنوبي من النهر الأصفر.

## التاريخ
أنشئت أسرة شانغ Aodu (隞 都) أو Bodu (亳 都) مدينة تشنغتشو. فقدت أثر المدينة منذ مدة طويلة, لحقبتها ما قبل التاريخية. منذ 1950 أظهرت الاكتشافات الأثرية أن هناك مستوطنات من العصر الحجري الحديث في المنطقة والتي كانت تركز على ثقافة العصر البرونزي لثقافة شانغ، والتي ازدهرت هنا منذ 1500 قبل الميلاد. خارج هذه المدينة، وبالإضافة إلى بقايا مبان عامة كبيرة، يوجد مجمع لمستوطنات صغيرة تم اكتشافها.
جاء اسم مدينة تشنغتشو من أسرة سوي (581 م). وتحركت الحكومة إلى المدينة المعاصرة خلال عهد أسرة تانغ. كانت أكبر إنجاز لهذة الفترة هي بناء قناة بيان الجديدة في حقبة أسرة سوي (581-618 م) وأسرة تانغ (618-907)، أسرة سونغ (960-1127)، التي ربطط النهر الأصفر إلى شمال غرب البلاد. في مكان يدعى هيهين ،أنشئ مجمع صوامع ضخمة لتوفير احتياجات مدينة لويانغ ومدينة تشانغأن إلى الغرب وإلى الجيوش على الحدود إلى الشمال. لكن في فترة أسرة سونغ، نقلت العاصمة شرقا إلى مدينة كايفنغ, فسلبت أهمية تشنغتشو في الإمبراطورية. والتي ظلت العاصمة خلال خمس سلالات من أسرة شيا ،أسرة شانغ ،أسرة قوان تشنغ ،أسرة وهان.
في عام 1903 وصل خط السكة الحديد بين بكين وهانكو إلى تشنغتشو، وعام 1909 تم الانتهاء من المرحلة الأولى من خط سكة حديد ونغهاى وأعطاء وجود صلة بين الشرق والغرب لكايفنغ ولويانغ، بل في وقت لاحق مددت شرقاً إلى الساحل في يانيونقانغ بمقاطعة جيانغسو، وغربا إلى شيان بمقاطعة شنشي، وكذلك لشنشى في غرب الصين. أصبحت تشنغتشو على مفترق طرق السكك الحديدية الرئيسية ومركز إقليمي للقطن والحبوب والفول السوداني، والمنتجات الزراعية الأخرى. بدأ العمال في وقت مبكر من عام 1923 بالإضراب في تشنغتشو وانتشروا على طول خط السكك الحديدية قبل أن تقمع؛ برج 14 طابقا مزدوجة في وسط المدينة ذكرى الإضراب. في عام 1938، خلال الحرب مع اليابان، وتراجع الجيش الوطني الصيني بتفجير السدود الإبقاء على النهر الأصفر حوالى 32 كيلومترا شمال شرقي المدينة، والفيضانات في منطقة واسعة. في الوقت نفسه تقريبا، في سعيها لنقل الصناعة في المناطق الداخلية بعيدا عن غزو اليابان، ونقل جميع المصانع الصينية المحلية إلى الغرب.
مع قدوم الحكومة الشيوعية إلى السلطة عام 1949, كانت تشنغتشو المركز التجاري والإداري، ولكن تيكاد توجد بها أي صناعة. لأنها كانت مركزا لمنطقة ذات كثافة سكانية عالية معتمدة على زراعة القطن، فقد تطورت إلى مدينة صناعياً، مع الصناعة تتركز على الجانب الغربي بحيث الرياح الشمالية الشرقية السائدة وضربة الأبخرة بعيدا عن المدينة. هناك مصانع الغزل والنسيج من القطن ومصانع الغزل والنسيج، وتعمل الآلات، ومطاحن الدقيق والتبغ والسجائر المصانع، ومختلف محطات تجهيز الأغذية، ويتم استخراج الفحم القريبة.

## جغرافيا
تقع المدينة إلى الشمال مباشرة من مركز المقاطعة، وإلى الجنوب من النهر الأصفر، وتحد تشنغتشو, لويانغ إلى الغرب، جياوتسو إلى الشمال الغربي، إلى الشمال الشرقي شينشيانغ، كايفنغ إلى الشرق، شيوى تشانغ إلى الجنوب الشرقي، وبينغدينغشان إلى الجنوب الغربي. من الناحية الجغرافية هي مركز المدينة للصين.
وتقع مدينة تشنغتشو إلى الجنوب من النهر الأصفر حيث يوسع الوادي للسهل وكبير في أقصى الطرف الشرقي من جبال جيونغر (Xionger). تشنغتشو وعند نقطة عبور الطريق بين الشمال والجنوب وجبال تايهانغ التفاف وجبال غرب خنان والطريق بين الشرق والغرب على امتداد الضفة الجنوبية للنهر الأصفر.

## الطقس
قالب:قالب الطقس

## ثقافة وسياحة
كأي مدينة قديمة صينية، ومركز للتجارة التقليدية، تحافظ تشنغتشو على التراث الثقافي الوفير التي تتمعتع المدينة به, والتي تعكس تاريخها المجيد، وكذلك ثقافة خنان. يوجد في تشنغتشو معبد كونفوشيوس، الذي بني في البداية عهد أسرة هان الشرقية منذ 1900 سنة، هو واحد من أقدم المعابد الكونفوشيوسية في الصين. من التراث المعماري الهامة الأخرى في المدينة تشمل ما تبقى من أسرة شانغ، مدينة معبد الإله، وبرج إرشي التذكاري. وهناك ما تبقى من مدينة شانغ سلالة (3600 سنة مضت) في الجانب الشرقي للمدينة تشنغتشو, والتي تقع على مقربة من لو شانغ تشنغ (商城 路).

## عرض

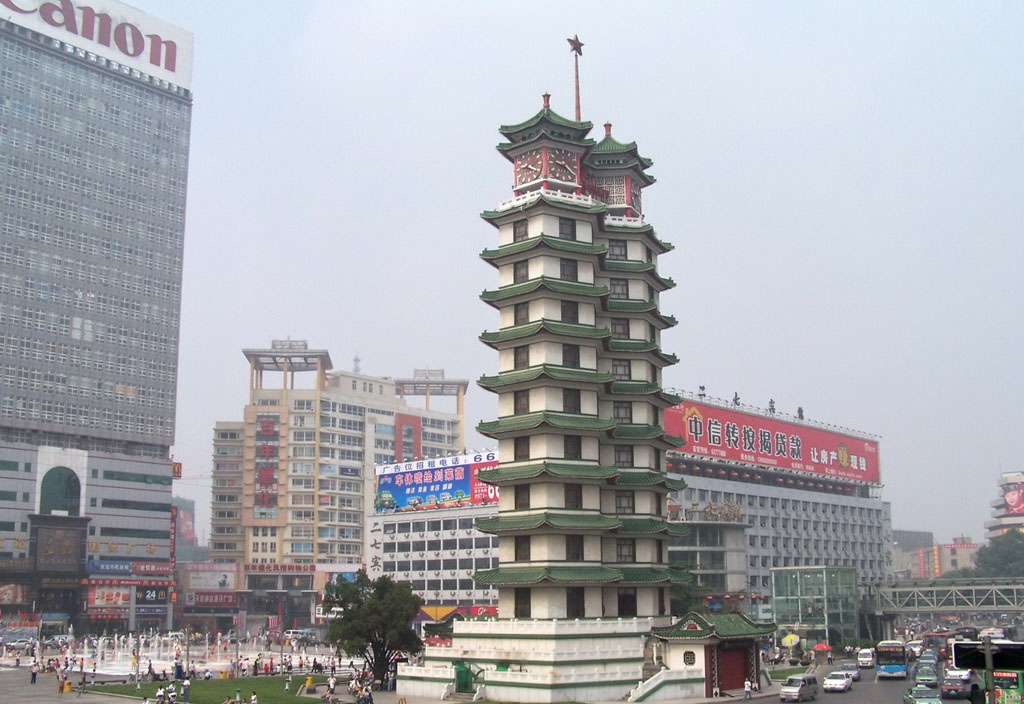
برج إرشي التذكاري
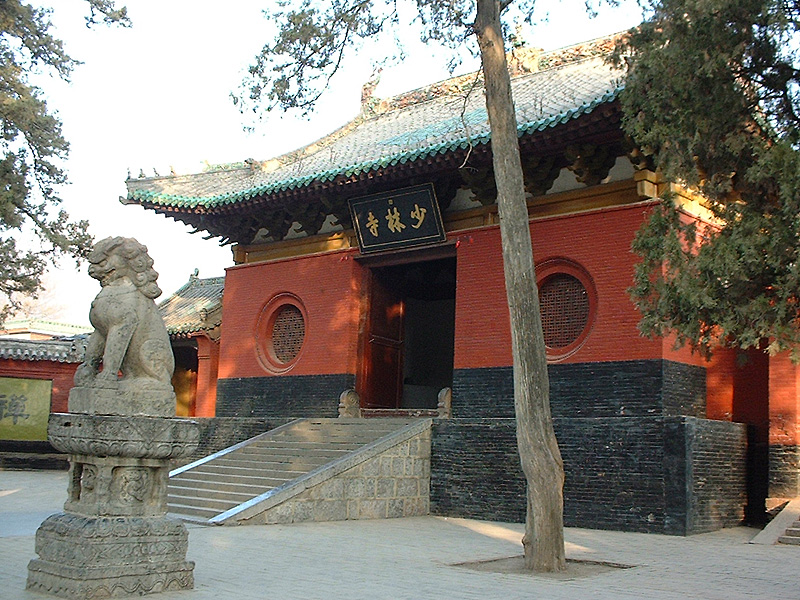
معبد شاولين

## الاقتصاد
تشنغتشو، جنبا إلى جنب مع مدينة شيآن وتشنغدو وتشونغتشينغ وووهان، هي واحدة من أهم المدن في الداخل الصيني. فهي ثاني أكبر مدينة في وسط الصين (بما فيها مقاطعات خنان وشانشى وانهوى وهوبى وهونان وجيانغشى). ومن المركز الاقتصادي لمقاطعة خنان والمناطق المحيطة بها مثل مقاطعة شانشي جنوب شرق وجنوب غرب شاندونغ. ونظرا لموقعها الاستراتيجي في واحدة من أكثر المناطق اكتظاظا بالسكان في العالم (ما يقرب من 100 مليون شخص في مقاطعة خنان وحدها)، والسكك الحديدية في الصين، والطرق وشبكات النقل والطيران ،تجتذب تشنغتشو أعدادا متزايدة من الاستثمارات المحلية والدولية، فضلا عن المهاجرين من غيرها المناطق، وتحويل المدينة إلى واحدة من أكبر المراكز الاقتصادية في الصين.

## المدن الشقيقة
| - سايتاما، سايتاما، اليابان. - جينجو، كوريا الجنوبية. - ريتشموند، فيرجينيا، الولايات المتحدة الأمريكية. - شفيرين، ألمانيا. - سمارا، روسيا، روسيا. - جوينفيل، البرازيل. - شومن، بلغاريا. - كلوج-نابوكا، رومانيا. - إربد، الأردن. - ماريانتال، ناميبيا. |